# Kumiko Gotō
Pour les articles homonymes, voir Goto.
Kumiko Gotō, parfois écrit Kumiko Goto ou Kumiko Gotou (後藤久美子, Gotō Kumiko, née le 26 mars 1974 à Tokyo, Japon) est une actrice et chanteuse, idole japonaise dans les années 1980.

## Biographie
Kumiko Gotō débute en 1986 à 12 ans, jouant dans des drama. Elle sort deux singles et un mini-album en 1987 et 1988, et joue dans ses premiers films au cinéma cette année-là. Elle joue notamment dans cinq films de la série C'est dur d'être un homme (Otoko wa tsurai yo) de 1989 à 1995, et dans le film Niki Larson (City Hunter) au côté de Jackie Chan en 1993.
Elle abandonne sa carrière artistique en 1995, à l'âge de 21 ans, lorsqu'elle épouse le pilote automobile français Jean Alesi, avec qui elle aura trois enfants, Helena, Giuliano et John.
Elle reprend une carrière de tarento plus discrète dans les années 2000, apparaissant dans des campagnes publicitaires japonaises. En 2019, elle interprète à nouveau le rôle d'Izumi Oikawa dans le 50e film de la série C'est dur d'être un homme.

## Filmographie sélective
Sauf indication contraire, les informations mentionnées dans cette section peuvent être confirmées par la base de données cinématographiques IMDb,  présente dans la section « Liens externes ».
- 1988 : Rabu sutori o kimini (ラブ・ストーリーを君に?) de Shin'ichirō Sawai : Yumi Hirose
- 1989 : C'est dur d'être un homme : Mon oncle (男はつらいよ ぼくの伯父さん, Otoko wa tsurai yo: Boku no ojisan?) de Yōji Yamada : Izumi Oikawa
- 1990 : C'est dur d'être un homme : Les Vacances de Tora-san (男はつらいよ 寅次郎の休日, Otoko wa tsurai yo: Torajirō no kyūjitsu?) de Yōji Yamada : Izumi Oikawa
- 1991 : C'est dur d'être un homme : La Confession (男はつらいよ 寅次郎の告白, Otoko wa tsurai yo: Torajirō no kokuhaku?) de Yōji Yamada : Izumi Oikawa
- 1991 : Taiheiki (série télévisée taiga drama) : Akiie Kitabatake
- 1992 : C'est dur d'être un homme : C'est dur d'être Tora-san (男はつらいよ 寅次郎の青春, Otoko wa tsurai yo: Torajirō no seishun?) de Yōji Yamada : Izumi Oikawa
- 1993 : Niki Larson de Wong Jing : Shizuko Imamura / Kyoko
- 1995 :  C'est dur d'être un homme : Tora-san à la rescousse (男はつらいよ 寅次郎紅の花, Otoko wa tsurai yo: Torajirō kurenai no hana?) de Yōji Yamada : Izumi Oikawa
- 2019 : C'est dur d'être un homme : Tora-san pour toujours (男はつらいよ お帰り 寅さん, Otoko wa tsurai yo: Okaeri Tora-san?) de Yōji Yamada : Izumi Oikawa

## Discographie
Singles
Album
Compilation

## Distinctions
Sauf indication contraire, les informations mentionnées dans cette section peuvent être confirmées par la base de données cinématographiques IMDb,  présente dans la section « Liens externes ».
- Nikkan Sports Film Awards 1988 : meilleur nouveau talent pour Rabu sutori o kimini
- Awards of the Japanese Academy 1988 : révélation de l'année pour Rabu sutori o kimini
- Awards of the Japanese Academy 1991 : meilleure actrice secondaire pour C'est dur d'être un homme : Mon oncle et C'est dur d'être un homme : Les Vacances de Tora-san